# Тырновский район
Тырновский райо́н — административно-территориальная единица Молдавской ССР, существовавшая с 11 ноября 1940 года по июль 1959 года.

## История
Как и большинство районов Молдавской ССР, образован 11 ноября 1940 года, центр — село Тырново. До 16 октября 1949 года находился в составе Оргеевского уезда, после упразднения уездного деления перешёл в непосредственное республиканское подчинение.
С 31 января 1952 года по 15 июня 1953 года район входил в состав Кишинёвского округа, после упразднения окружного деления вновь перешёл в непосредственное республиканское подчинение.
В июле 1959 года Тырновский район был ликвидирован и разделён примерно поровну между Окницким и Дрокиевским районами. Однако в декабре 1962 года оба вышеназванных района были ликвидированы, и большая часть бывшего Тырновского района оказалась в составе Дондюшанского района. Окницкий и Дрокиевский районы впоследствии были восстановлены, но территории бывшего Тырновского района так и остались большей частью в Дондюшанском районе. В современном Дрокиевском районе находятся лишь три сельсовета бывшего Тырновского района, а в современном Окницком — ни одного.

## Административное деление
По состоянию на 1 января 1955 года Тырновский район состоял из 11 сельсоветов: Дондюшанский, Дрокиевский, Корбульский, Марамоновский, Мындыкский, Плопский, Редю-Маре, Скаянский, Тырновский, Фрасинский и Цаульский.